# Episodi di Daredevil (seconda stagione)
La seconda stagione della serie televisiva Daredevil, composta da tredici episodi, è stata interamente pubblicata dal servizio on demand Netflix simultaneamente il 18 marzo 2016 in tutti i territori in cui Netflix è disponibile. È stata trasmessa in chiaro su Rai 4.
La stagione è stata rimossa da Netflix il 1º marzo 2022 e pubblicata negli Stati Uniti il 16 marzo 2022 su Disney+, mentre in Italia è stata pubblicata il 29 giugno 2022. Gli antagonisti principali sono Nobu e la setta ninja della Mano.
| nº | Titolo originale                  | Titolo italiano                      | Pubblicazione |
| -- | --------------------------------- | ------------------------------------ | ------------- |
| 1  | Bang                              | Bang!                                | 18 marzo 2016 |
| 2  | Dogs to a Gunfight                | Cani a una sparatoria                | 18 marzo 2016 |
| 3  | New York's Finest                 | Il meglio di New York                | 18 marzo 2016 |
| 4  | Penny and Dime                    | Penny e decino                       | 18 marzo 2016 |
| 5  | Kinbaku                           | Kinbaku                              | 18 marzo 2016 |
| 6  | Regrets Only                      | Solo rimpianti                       | 18 marzo 2016 |
| 7  | Semper fidelis                    | Semper fidelis                       | 18 marzo 2016 |
| 8  | Guilty as Sin                     | Colpevole come il peccato            | 18 marzo 2016 |
| 9  | Seven Minutes in Heaven           | Sette minuti in Paradiso             | 18 marzo 2016 |
| 10 | The Man in the Box                | L'uomo nella cassa                   | 18 marzo 2016 |
| 11 | .380                              | .380                                 | 18 marzo 2016 |
| 12 | The Dark at the End of the Tunnel | Il buio in fondo al tunnel           | 18 marzo 2016 |
| 13 | A Cold Day in Hell's Kitchen      | Una giornata fredda a Hell's Kitchen | 18 marzo 2016 |

## Bang!
- Titolo italiano proposto da Disney+: Scoppio
- Titolo originale: Bang
- Diretto da: Phil Abraham
- Scritto da: Douglas Petrie e Marco Ramirez

### Trama
Daredevil è riuscito a ridurre notevolmente il tasso di criminalità e a rendere più sicura Hell's Kitchen, tuttavia la Nelson & Murdock è prossima al tracollo finanziario per via dei troppi casi pro bono; l'atmosfera di relativa tranquillità cambia completamente nel momento in cui qualcuno uccide con tecniche ed attrezzature militari quindici membri della mafia irlandese all'interno del loro stesso clan. L'unico superstite, Grotto, contatta Matt, Foggy e Karen per rappresentarlo legalmente e fargli avere la protezione dalla procuratrice distrettuale. Accettato il caso, Daredevil rintraccia il quartier generale del maggiore cartello di contrabbandieri d'armi di calibro militare della città ma, una volta sul luogo, scopre che sono stati tutti assassinati venendo a sapere, grazie a un trafficante moribondo, che a assalirli non è stato un esercito paramilitare come inizialmente ipotizzato, bensì un solo uomo: un brutale vigilante che fa irruzione al Metro-General Hospital per finire il lavoro eliminando Grotto venendo ostacolato all'ultimo istante da Daredevil che, dopo un duro scontro, subisce un colpo di pistola a distanza ravvicinata.
- Atri interpreti: Royce Johnson (Brett Mahoney), Susan Varon (Josie), Rob Morgan (Turk Barrett), McCaleb Burnett (Grotto).
- Citazioni e riferimenti: La banda di motociclisti dei "Dogs of Hell" è la stessa apparsa nell'episodio di Agents of S.H.I.E.L.D. Lorelei[2].

## Cani a una sparatoria
- Titolo italiano proposto da Disney+: Cani a uno scontro a fuoco
- Titolo originale: Dogs to a Gunfight
- Diretto da: Phil Abraham
- Scritto da: Marco Ramirez e Douglas Petrie

### Trama
Sopraggiunto sul luogo dello scontro, Foggy riesce a soccorrere Matt riportandolo al suo appartamento e convincendolo a prendersi un po' di riposo. Nel frattempo la procuratrice distrettuale Samantha Reyes e il suo vice Blake Tower, offrono a Grotto di entrare nel programma protezione testimoni a patto che si faccia mettere un microfono addosso per incriminare un potente trafficante di droga con cui ha collaborato in passato. Durante l'operazione tuttavia Foggy e Karen capiscono che il vero piano della Reyes è usare il criminale per attirare allo scoperto il vigilante che lo sta braccando, soprannominato "Punisher". Quest'ultimo si presenta puntualmente riuscendo a mettere in difficoltà la SWAT e a trasformare il luogo dell'imboscata in una zona di guerra per poi scontrarsi con Daredevil, messosi sulle sue tracce ignorando i consigli dell'amico. Il vigilante cieco, ancora convalescente per lo scontro precedente, ha la peggio e finisce per venire catturato da Punisher.
- Altri interpreti: Michelle Hurd (Samantha Reyes), Royce Johnson (Brett Mahoney), Matt Gerald (Melvin Potter), McCaleb Burnett (Grotto).
- Citazioni e riferimenti: Il personaggio interpretato da Michelle Hurd è precedentemente apparso nell'episodio finale della prima stagione di Marvel's Jessica Jones.

## Il meglio di New York
- Titolo italiano proposto da Disney+: La polizia di New York
- Titolo originale: New York's Finest
- Diretto da: Marc Jobst
- Scritto da: Mark Verheiden

### Trama
Punisher incatena Daredevil al comignolo di un tetto ed ha con lui un serrato confronto verbale sul credo morale da applicare all'attività di vigilante. Mentre il primo ritiene che lasciar vivere i criminali equivalga a non finire il lavoro, il secondo è convinto che non spetti a loro decidere chi ha diritto di vivere. Intanto Foggy, sperando che Matt sia fuggito dopo lo scontro, si reca al Metro-General Hospital aiutando l'infermiera notturna Claire a sedare una rissa scoprendo però che Matt non si trova nell'ospedale. Karen contatta invece il viceprocuratore Blake Tower offrendogli dei documenti compromettenti con cui far radiare l'infida Reyes in cambio del dossier su Punisher in possesso del suo ufficio. Per convincere Daredevil del suo punto di vista, Punisher gli libera un braccio lasciandogli una pistola e portandogli davanti Grotto che, sotto minaccia, rivela di aver commesso un omicidio poche settimane prima: se Daredevil ucciderà Punisher impedirà l'esecuzione del criminale. Tuttavia il giustiziere cieco sceglie invece di usare l'arma per liberarsi, dando al nemico il tempo di uccidere Grotto ma riuscendo a coglierlo di sorpresa e a tramortirlo per poi scontrarsi con l'intera banda dei Dogs of Hell, attirati sul posto da Punisher per coprirsi la fuga.
- Altri interpreti: Michelle Hurd (Samantha Reyes), McCaleb Burnett (Grotto).

## Penny e decino
- Titolo italiano proposto da Disney+: Un penny e un decino
- Titolo originale: Penny and Dime
- Diretto da: Peter Hoar
- Scritto da: John C. Kelley

### Trama
Il violento e instabile gangster Finn Cooley giunge a Hell's Kitchen per vendicare il figlio, ucciso e derubato da Punisher, iniziando una serrata caccia all'uomo per tutta la città. Intanto Karen, dopo aver trovato nei dossier su Punisher la radiografia del cranio di un uomo che ha subito un colpo di pistola alla testa rimanendo in vita, intuisce che non si tratta di una vittima del vigilante ma di lui stesso. Pertanto indaga fino a scoprire la sua vera identità: Frank Castle, ex-Marine sopravvissuto allo sterminio della sua famiglia. Nel frattempo gli irlandesi riescono a catturare Punisher che, dopo essere stato torturato e gravemente ferito, riesce comunque a liberarsi uccidendo Finn e parecchi suoi uomini per poi venire aiutato nella fuga dal sopraggiunto Daredevil. I due vigilanti instaurano una sorta di riluttante rispetto ma, in seguito, Daredevil consegna Punisher alla polizia chiedendo a Mahoney di prendersi il merito dell'indagine. Dopo aver festeggiato con Foggy, Matt e Karen si scambiano un tenero bacio sotto la pioggia. Una volta rincasato, l'avvocato trova ad attenderlo una donna del suo passato: Elektra.
- Altri interpreti: Peter McRobbie (padre Lantom), Matt Gerald (Melvin Potter), Royce Johnson (Brett Mahoney), Susan Varon (Josie), Tony Curran (Finn Cooley).

## Kinbaku
- Diretto da: Floria Sigismondi
- Scritto da: Lauren Schmidt Hissrich

### Trama
Dieci anni prima degli eventi narrati, il giovane Matt Murdock conosce l'affascinante e ribelle ereditiera greca Elektra Natchios con cui inizia una relazione sentimentale tanto profonda da confidarle il suo passato, i suoi poteri e le circostanze della morte di suo padre; un giorno, per fargli una sorpresa, la ragazza rintraccia il responsabile del delitto, Roscoe Sweeney, affinché possa ucciderlo e vendicarsi ma Matt si limita a picchiarlo e a consegnarlo alla polizia, segnando la fine del suo rapporto con la ragazza. Nel presente Elektra si ripresenta a casa di Matt chiedendogli di aiutarla a troncare una serie di cattivi investimenti fatti dal defunto padre con la Roxxon ma questi è riluttante e sospetta che la donna gli nasconda qualcosa. Nel frattempo Foggy indaga sulle mire politiche della procuratrice distrettuale e Karen, indispettita dal fatto che i giornali non facciano menzione né dei trascorsi militari di Punisher né della sua tragedia familiare, inizia a investigare con l'aiuto del caporedattore del New York Bulletin, scoprendo che la storia è stata deliberatamente insabbiata. Recatosi nella suite di Elektra in cerca di chiarimenti, Matt scopre che lei desidera in realtà il suo aiuto per affrontare gli yakuza rimasti a Hell's Kitchen e, attirati allo scoperto grazie all'incontro con la Roxxon, poco prima che i nemici sopraggiungano, Elektra rivela di essere al corrente della doppia identità di Matt.
- Altri interpreti: Geoffrey Cantor (Mitchell Ellison), Amy Rutberg (Marci Stahl), Susan Varon (Josie), Kevin Nagle (Roscoe Sweeney), Ron Nakahara (Hirochi).

## Solo rimpianti
- Titolo originale: Regrets Only
- Diretto da: Andy Goddard
- Scritto da: Sneha Koorse

### Trama
Sconfitti i sicari della yakuza, Elektra svela a Matt di aver scoperto, tentando di recuperare il denaro malamente investito nella Roxxon dal defunto genitore, i loschi legami della società con l'organizzazione criminale giapponese, rimasta nascosta a Hell's Kitchen per più di un anno; il vigilante cieco si lascia convincere controvoglia a collaborare con lei introducendosi a un gala della Roxxon per rubare i loro registri contabili, scoprendo che, oltre al traffico di droga ed esseri umani, hanno in atto una misteriosa operazione indicata solo tramite codici cifrati. Nel frattempo, saputo che la Reyes intende sfruttare il caso di Punisher condannandolo alla pena di morte per favorire la sua ascesa politica, la Nelson & Murdock decide di assumere le difese del vigilante patteggiando un accordo grazie al quale, dichiarandosi colpevole, verrebbe condannato all'ergastolo con possibilità di condizionale dopo venticinque anni; tuttavia, saputo da Karen che la procuratrice ha insabbiato quanto accaduto alla sua famiglia, Castle decide di dichiararsi non colpevole e di portare il proprio caso in tribunale per fare emergere la verità.
- Altri interpreti: Royce Johnson (Brett Mahoney), Michelle Hurd (Samantha Reyes), Ron Nakahara (Hirochi).

## Semper fidelis
- Titolo originale: Semper fidelis
- Diretto da: Ken Girotti
- Scritto da: Luke Kalteux

### Trama
Il processo contro Frank Castle ha inizio: mentre Foggy fatica a trovare una valida strategia di difesa assieme a Karen, Matt viene trascinato da Elektra nelle indagini notturne sul misterioso traffico della malavita giapponese, che scoprono essere in qualche modo collegato a una serie di edifici acquisiti un anno prima da Nobu e dai suoi uomini.
Nel frattempo nel combattimento Elektra resta ferita e per questo passa la notte da Matt.
La sera, quando lei dorme, lui la "ascolta", ammaliato da quest’ultima.
L’assenza di Matt pesa parecchio sul processo, infatti Foggy si trova costretto a improvvisare il discorso d'inizio e vede sfumare il piano di far confessare al medico legale di avere falsificato i referti della famiglia Castle nel momento in cui questi lo rivela spontaneamente poiché minacciato, la sera prima, da una "donna col volto coperto" (Elektra). 
La tensione tra Matt e Foggy raggiunge il culmine portandoli a un violento scontro verbale dopodiché, quella sera, Daredevil redarguisce Elektra e, recatosi assieme a lei sul suolo in cui avvengono le attività dei criminali giapponesi, scopre che vi stanno scavando un profondo cratere.
- Altri interpreti: Michelle Hurd (Samantha Reyes).

## Colpevole come il peccato
- Titolo italiano proposto da Disney+: Colpevole senza ombra di dubbio
- Titolo originale: Guilty as Sin
- Diretto da: Michael Uppendahl
- Scritto da: Whit Anderson

### Trama
Aggrediti da un gruppo di ninja poco dopo essere giunti al misterioso cratere, Daredevil ed Elektra vengono tratti in salvo da Stick, il quale rivela all'ex-pupillo l'identità degli assalitori: la Mano, un'antica setta ninja capace di resuscitare i morti nemica ancestrale dell'ordine cui egli è affiliato, i Casti; il vecchio rivela inoltre che Elektra ha sempre lavorato per lui ed ha cercato di traviare Matt all'università al fine di riportarlo dalla loro causa, ella ammette però di aver rinunciato alla missione poiché innamoratasi realmente di lui. Nel frattempo Castle viene chiamato a testimoniare e, inaspettatamente, inizia ad inveire contro il sistema giudiziario dichiarandosi colpevole e per nulla pentito delle sue azioni, cosa che porta la Nelson & Murdock a perdere il caso inasprendo ulteriormente il rapporto di Matt sia con Foggy che, soprattutto, con Karen, la quale lo scopre accidentalmente assieme ad Elektra, nel frattempo riconciliatasi tanto pienamente con lui da decidere di cacciare Stick per non dover più combattere la sua guerra; poco dopo tuttavia, la ninja greca è costretta ad assassinare un giovane adepto della Mano di fronte all'amato per salvargli la vita. Incarcerato a Ryker's Island, Castle viene intanto condotto al cospetto di Wilson Fisk.
- Altri interpreti: Scott Glenn (Stick), Clancy Brown (Ray Schoonover), Michelle Hurd (Samantha Reyes).

## Sette minuti in Paradiso
- Titolo originale: Seven Minutes in Heaven
- Diretto da: Stephen Surjik
- Scritto da: Marco Ramirez e Lauren Schmidt Hissrich

### Trama
A Ryker's Island Fisk, intenzionato a mantenere un profilo basso puntando a una futura scarcerazione, offre a Castle l'opportunità di uccidere Dutton, il detenuto che spadroneggia sia sui carcerati che sui secondini e che, prima dell'arresto, è stato l'intermediario della compravendita di eroina tra gang rivali risultata nello scontro a fuoco in cui la famiglia di Castle è rimasta uccisa. Intanto Matt allontana nuovamente Elektra a causa della sua natura omicida e spinge Foggy a chiudere la Nelson & Murdock per proseguire la sua carriera senza di lui mentre Karen continua ad indagare sull'insabbiamento della strage dei Castle scoprendo, grazie ai suoi contatti al New York Bulletin, quello che viene contemporaneamente rivelato a Castle da Dutton: il massacro è stata la conseguenza di una retata dell'FBI finita male e volta alla cattura di un potente narcotrafficante noto come Blacksmith che, tuttavia, non si è presentato. Con la morte di Dutton, Fisk ne usurpa il ruolo divenendo il "Kingpin" e fa evadere Punisher così che torni per le strade e elimini ogni possibile concorrente in vista del suo ritorno. Daredevil si infiltra intanto in una struttura controllata dalla Mano scoprendo, imprigionati nei sotterranei, un gruppo di ragazzi il cui sangue viene drenato e infuso in una misteriosa cassa ma, prima che possa scoprirne il contenuto, il vigilante viene aggredito dal redivivo Nobu.
- Altri interpreti: William Forsythe (Dutton), Danny Johnson (Benjamin Donovan), Geoffrey Cantor (Mitchell Ellison), Peter Shinkoda (Nobu), Ron Nakahara (Hirochi).

## L'uomo nella cassa
- Titolo italiano proposto da Disney+: L'uomo nella scatola
- Titolo originale: The Man in the Box
- Diretto da: Peter Hoar
- Scritto da: John C. Kelley (storia), Whit Anderson e Sneha Koorse (sceneggiatura)

### Trama
Daredevil fa in modo che Mahoney, nel frattempo promosso detective, soccorra gli esangui prigionieri della Mano e li conduca al Metro-General Hospital affinché ricevano le cure di Claire, unica di cui si può fidare. L'evasione di Punisher viene resa pubblica e la Reyes, preoccupata per l'incolumità sua e della sua famiglia, contatta Matt, Foggy e Karen confessando di aver organizzato la retata dell'FBI a Central Park per arrestare Blacksmith senza sgombrarlo dai civili, provocando dunque lo sterminio di molti di essi, tra cui la famiglia Castle, nel momento in cui il mancato sopraggiungere del signore della droga ha spinto le gang a iniziare uno scontro a fuoco; terminata la rivelazione la procuratrice distrettuale viene freddata da un cecchino e le autorità incolpano Punisher. Nella speranza di fargli confessare la sua complicità nell'evasione di Castle, Matt si reca a far visita a Fisk, con cui ha un breve confronto sia verbale che fisico insinuando nel boss criminale il desiderio di indagare su di lui; mentre Frank contatta Karen convincendola della sua innocenza, Elektra viene assalita da un sicario dei Casti e decide di rinunciare al proposito di lasciare la città. Quella sera stessa il Metro-General Hospital viene preso d'assalto dai ninja della Mano mentre i loro ex-prigionieri ricoverativi si rianimano in una sorta di trance.
- Altri interpreti: Royce Johnson (Brett Mahoney), Michelle Hurd (Samantha Reyes), Danny Johnson (Benjamin Donovan), Geoffrey Cantor (Mitchell Ellison).

## .380
- Diretto da: Stephen Surjik
- Scritto da: Mark Verheiden

### Trama
La Mano prende d'assalto il Metro-General Hospital riuscendo a ricatturare i ragazzi sottratti alla loro prigionia nonostante Daredevil tenti di fermarli. Punisher e Karen iniziano ad indagare assieme su Blacksmith, vero responsabile dell'omicidio della Reyes e di chiunque fosse a conoscenza dell'insabbiamento del massacro di Central Park, sebbene in realtà il vigilante intenda servirsi della ragazza, a sua volta bersaglio del signore della droga, per attirarne allo scoperto i sicari e estorcere loro la posizione del molo dove avverrà la consegna del suo prossimo carico di eroina; parallelamente Daredevil, grazie al viceprocuratore Tower, ottiene le medesime informazioni dal principale rivale in affari di Blacksmith: Madame Gao, rifugiatasi a Chinatown dopo i fatti dell'anno precedente. Giunti entrambi al molo, i due vigilanti si affrontano nuovamente ma, una volta compreso di essere stati attirati in trappola, Punisher getta Daredevil fuori dalla nave poco prima che salti in aria. Nel frattempo Claire si licenzia dopo aver scoperto che l'amministrazione dell'ospedale intende nascondere l'attacco della Mano in quanto corrotta, Nobu collega nuovamente i ragazzi alla cassa ed Elektra rintraccia Stick con l'intento di ucciderlo.
- Altri interpreti: Scott Glenn (Stick), Royce Johnson (Brett Mahoney), Amy Rutberg (Marci Stahl), Peter Shinkoda (Nobu), Wai Ching Ho (Madame Gao), Ron Nakahara (Hirochi).

## Il buio in fondo al tunnel
- Titolo italiano proposto da Disney+: Il buio alla fine del tunnel
- Titolo originale: The Dark at the End of the Tunnel
- Diretto da: Euros Lyn
- Scritto da: Doug Petrie e Lauren Schmidt Hissrich

### Trama
Mentre maestro e discepola si stanno affrontando i ninja della Mano sopraggiungono e rapiscono Stick; Daredevil ed Elektra si mettono dunque sulle sue tracce, uno per salvarlo e l'altra per ucciderlo. La Nelson & Murdock viene intanto chiusa definitivamente e, sebbene dopo l'esplosione al molo la polizia non rinvenga il corpo di Punisher, Karen si convince che sia morto e decide di scriverne un articolo commemorativo sul New York Bulletin recandosi, a tal proposito, dall'ex-comandante dell'uomo nei Marine, il colonnello Ray Schoonover; durante l'intervista tuttavia, la ragazza si rende conto che l'ufficiale è Blacksmith ma, prima che questi possa ucciderla, Castle sopraggiunge rivelando di essere sopravvissuto ed uccidendo l'ex-superiore. Contemporaneamente Daredevil soccorre Stick venendo subito dopo raggiunto prima da Elektra e poi da Nobu, il quale rivela che la ninja greca è in realtà una delle armi mistiche viventi note come "Black Sky" (黒空?, Kuro sora) e bramate dalla Mano, che le promette totale asservimento; seppur inizialmente tentata dalla loro offerta, Elektra decide infine di rifiutare aiutando Daredevil e Stick a fuggire.
- Altri interpreti: Scott Glenn (Stick), Clancy Brown (Ray Schoonover), Royce Johnson (Brett Mahoney), Geoffrey Cantor (Mitchell Ellison), Peter Shinkoda (Nobu), Ron Nakahara (Hirochi), Lily Chee (Elektra da bambina), Laurence Mason (Star).

## Una giornata fredda a Hell's Kitchen
- Titolo italiano proposto da Disney+: Una fredda giornata a Hell's Kitchen
- Titolo originale: A Cold Day in Hell's Kitchen
- Diretto da: Peter Hoar
- Scritto da: Doug Petrie e Marco Ramirez

### Trama
Daredevil ed Elektra si apprestano alla guerra contro Nobu e la Mano che, tuttavia, manda alcuni suoi adepti ad aggredire Mahoney per sottrargli i file raccolti dalla polizia sugli interventi eroici del vigilante così da catturare alcune delle persone con cui questi ha avuto più spesso a che fare, tra cui Karen e Turk, usandoli poi come esca per attirarlo in trappola in un magazzino abbandonato; nel giro di pochi minuti l'edificio diviene il teatro di una cruenta battaglia tra decine di ninja della Mano, Elektra e Daredevil che, anche grazie all'inaspettato aiuto di Punisher, riesce infine a sconfiggere Nobu (in seguito decapitato da Stick) a costo però della vita di Elektra, sacrificatasi per salvarlo nel corso della battaglia. Nei giorni successivi al funerale della ninja greca, Stick lascia la città, Punisher torna a darsi alla macchia, Foggy viene assunto da Hogarth, Chao & Benowitz su invito della stessa Jeri Hogarth, Karen diviene ufficialmente una cronista del New York Bulletin e, alla vigilia di Natale, Matt le rivela di essere Daredevil; ad insaputa di tutti però, la Mano si impadronisce del corpo di Elektra.
- Altri interpreti: Scott Glenn (Stick), Royce Johnson (Brett Mahoney), Susan Varon (Josie), Rob Morgan (Turk Barrett), Matt Gerald (Melvin Potter), Geoffrey Cantor (Mitchell Ellison), Peter Shinkoda (Nobu), Carrie-Anne Moss (Jeri Hogarth).